# Sanco TPC-8300
Sanco TPC-8300 (TPC-8300) је био џепни рачунар, производ фирме Sanco који је почео да се израђује у Јапану током 1983. године.
Користио је 8-битни CMOS NEC μPD 78C06 као централни микропроцесор а RAM меморија рачунара TPC-8300 је имала капацитет од 6 KB, али 4,5 KB доступно за Бејсик програме. Прошириво до 14 KB.

## Детаљни подаци
Детаљнији подаци о рачунару TPC-8300 су дати у табели испод.
|                       |                                                                           |
| [ 1 ]                 |                                                                           |
| Произвођач            |                                                                           |
| Тип                   | џепни рачунар                                                             |
| Меморија              | 6 KB, али 4,5 доступно за Бејсик програме. Прошириво до 14 KB             |
| Поријекло             | Јапан                                                                     |
| Година                | 1983                                                                      |
| Тастатура             | 62 тастера са 5 функцијских тастера, тастери смјера и нумеричка тастатура |
| Процесор              | 8-битни                                                                   |
| Фреквенција процесора | непознато                                                                 |
| RAM                   | 6 KB, али 4,5 доступно за Бејсик програме. Прошириво до 14 KB             |
| ROM                   | 18 KB                                                                     |
| Текст                 | 2 линије x 24 знака                                                       |
| Графика               | нема                                                                      |
| Боја                  | монитор са текућим кристалом, сиви приказ                                 |
| Звук                  | мали звучник                                                              |
| Димензије             | 19,9 (ширина) x 9,6 (дубина) x 2,6 (висина) / 410 са батеријама           |
| Портови               |                                                                           |
| Оперативни систем     |                                                                           |